# Даниленко Марко
Марко Даниле́нко, прізвисько Пелех — кобзар (? — 1925 -?) із слободи Мерехви, Харківської області. Знав Сліпецькі книги. У його репертуарі (1925 р.) — думи «Олексій Попович», «Вдова», Сестра і брат, історичні пісні, «розкази». Учень О. Бутенка. П. Мартинович записав від нього думу «Про Тетерю».